# 9903 Leonhardt
Leonhardt (asteróide 9903) é um asteróide da cintura principal, a 2,3201762 UA. Possui uma excentricidade de 0,2453113 e um período orbital de 1 968,92 dias (5,39 anos).
Leonhardt tem uma velocidade orbital média de 16,98698062 km/s e uma inclinação de 1,68462º.
Este asteróide foi descoberto em 4 de Julho de 1997 por Paul Comba.